# Андрей Арадоає
Андрей Арадоає (рум. Andrei Arădoaie; 5 жовтня 1996, Ясси) — румунський боксер, призер чемпіонату Європи серед аматорів.

## Аматорська кар'єра
2014 року став чемпіоном Європи серед молоді.
На Європейських іграх 2019 в категорії до 81 кг програв у першому бою Імаму Хатаєву (Росія).
На чемпіонаті світу 2019 програв у другому бою Ділшодбеку Рузметову (Узбекистан).
На чемпіонаті світу 2021 в категорії до 86 кг програв у другому бою Лорену Альфонсо (Азербайджан).
На чемпіонаті Європи 2022 завоював бронзову медаль.
- У чвертьфіналі переміг Бурака Аксіна (Туреччина) — 4-1
- У півфіналі програв Георгію Кушиташвілі (Грузія) — 0-5

На чемпіонаті світу 2023 в категорії до 80 кг програв у першому бою.
На Європейських іграх 2023 програв у другому бою Габріелю Веочичу (Хорватія).